# Zuidwending (village)
Pour les articles homonymes, voir Zuidwending.
Zuidwending est une localité qui fait partie de la commune de Veendam dans la province néerlandaise de Groningue.